# Killer Babes
Killer Babes (Originaltitel: Moordwijven) ist eine niederländische schwarze Filmkomödie von Regisseur Dick Maas aus dem Jahr 2007.
Der Spielfilm wurde am 19. Dezember 2007 in Belgien und am 20. Dezember 2007 in den Niederlanden uraufgeführt. Am 19. Juli 2009 erfolgte die deutschsprachige Erstausstrahlung auf RTL. Eine englischsprachige Fassung erschien unter dem Titel „Murdering Wives – No body is perfect“.

## Handlung
Die drei besten Freundinnen Kitty, Estelle und Nicolette – allesamt wohlhabende Millionärsgattinnen – verbringen ihre Zeit damit, sich Botox-Injektionen verabreichen, Fettabsaugungen vornehmen und diverse Eingriffe der plastischen Chirurgie durchführen zu lassen, um ihren Ehemännern weiterhin zu gefallen.
Als Dr. Bilderberg, Inhaber und leitender Chirurg der Bilderberg-Klinik, eine Ansprache hält, werden Kitty, Estelle und Nicolette Augenzeugen, wie Marilou Bilderberg ihren Ehemann vor der versammelten Festgesellschaft mit einem Schuss zwischen die Augen niederstreckt, um seinen Affären ein Ende zu bereiten.
Kitty, Estelle und Nicolette beneiden Marilou für ihren Mut und beschließen ihrerseits, dass auch sie ihre Ehemänner töten würden, falls diese fremdgehen sollten. Kitty ist sich gewissermaßen sicher, dass ihr Gatte sie betrügt, als sie ihn zu später Stunde mit einer Pamela auf seinem Handy telefonieren hört. Um ihren Verdacht untermauern zu können, händigt Estelle ihrer Freundin Kitty ein Büchlein mit dem Titel „Ehebruch – Top 50“ („De Overspel – Top 50“) aus, das eine Checkliste ungewöhnlichen Verhaltens ehebrechender Männer enthält.
Nachdem Kitty fast die vollständige Checkliste für zutreffend bewertet hat, fahren die vier Freundinnen ins Amsterdamer Rotlichtviertel De Wallen, um einen Auftragskiller anzuheuern, der Kittys Ehemann Evert-Jan Kroonenberg töten und dies wie einen Unfall aussehen lassen soll. In einer Kneipe wird sie fündig, der potentielle Killer, ein Fan von Cliff Richard, erkennt Evert-Jan jedoch auf dem Foto als den Inhaber dreier Musikverlage und der größten Cliff-Richard-Sammlung Europas. Neben 10.000 € verlangt der mit Narben im Gesicht entstellte Killer daher zudem die Erstpressung des Titels „Summer Holiday“, das 1963 bei Columbia Records erschien und sich in Evert-Jans Besitz befindet. Kitty geht auf das Geschäft ein und macht sich auf die Suche nach besagter Schallplatte.
Nachdem sie die Platte in ihren Besitz gebracht und dem Killer ausgehändigt hat, lässt sie sich die Augenlider machen. Da sie nach der Behandlung nicht selber ein Auto fahren kann, ruft sie Nicolettes Ehemann Ivo an. Dieser holt zwar Kitty ab, hat sich dafür jedoch den Maybach von Evert-Jan geliehen, den der Killer vereinbarungsgemäß während der Verfolgungsjagd durch ein Waldstück von der Fahrbahn drängt. Während Kitty fast unverletzt dem Autowrack entsteigen kann, zieht sich Nicolettes Gatte Ivo schwere Verletzungen zu und wird ins Krankenhaus gebracht. Als die drei Freundinnen an Ivos Krankenbett stehen, erscheint auch die Freundin von Ivo im Krankenzimmer, mit der er Nicolette betrogen hat, und es entflammt ein Kampf zwischen den Rivalinnen im Zuge dessen die am Krankenbett angebrachte lebenserhaltende Apparatur umstürzt und Ivo verstirbt.
Nach der Beerdigungszeremonie beschließt Evert-Jan die Asche seines Freundes Ivo aus seinem Sportflugzeug über dem 18. Loch ihres gemeinsamen Golfplatzes zu verstreuen. Der als Mechaniker verkleidete Killer manipuliert das Flugzeug, so dass es Hydrauliköl während des Flugs verliert.
Estelles Ehemann Meindert betrügt unterdessen in seinem Büro seine Frau mit der Geliebten von Ivo, die er kurz zuvor an dessen Sterbebett kennengelernt hat. Meindert steht mit seiner Geliebten vollständig entkleidet am Bürofenster, um Evert-Jan zuzuwinken. Evert-Jan hat hingegen aufgrund der Manipulationen an seinem Flugzeug bereits die Kontrolle über den Flieger verloren, so dass er in das Bürogebäude rast und die beiden nackten Ehebrecher tötet. Evert-Jan gelingt indes der Ausstieg aus der abstürzenden Maschine per Fallschirm und er bricht sich dabei lediglich einen Arm.
Der Killer will aufgrund der beiden Fehlversuche aufgeben, wird jedoch von Kitty motiviert einen weiteren Versuch zu unternehmen.
Einige Tage später soll Evert-Jan bei einer niederländischen Musikshow einen Preis verleihen, während dessen Verlauf der Killer Kittys Ehemann töten soll. Kurz vor Beginn der Show wird Kitty die ihr bis dahin unbekannte Pamela von Bronckhorst als belgische Geschäftsfrau vorgestellt, mit der Evert-Jan in geschäftlichem Kontakt steht. Kitty versucht daraufhin verzweifelt den Killer telefonisch zu erreichen, damit dieser den Sprengsatz aus dem Umschlag des zu verleihenden Preises entfernen kann, um Evert-Jans Leben zu verschonen. Der Auftragsmörder wird derweil von den Sicherheitskräften verfolgt und versucht mit einem vom Parkplatz gestohlenen LKW zu flüchten. Kitty nimmt Evert-Jans Schicksal selber in die Hand, stürmt die Bühne und schafft es in letzter Sekunde den präparierten Umschlag ihrem Mann aus der Hand zu reißen und weg zuwerfen, bevor dieser explodiert.
Nach der Explosion stürmt Pamela van Doorn, die Geliebte Evert-Jans auf die Bühne. Beide werden von dem Truck, mit dem der Killer im Laufe der Verfolgungsjagd mit den Sicherheitskräften die Rückwand des Gebäudes durchbricht, auf der Bühne überfahren.
Als sie Pamelas Namen auf ihrem Backstageticket liest, ein Foto von ihr und Evert-Jan in ihrem Amulett sieht und somit feststellt, dass der von ihr angeheuerte Killer seinen Auftrag erfolgreich durchgeführt hat, fällt sie ihm um den Hals und küsst ihn.
Ein Jahr später genießen die drei Witwen ihr Leben auf der Yacht ihrer verschiedenen Gatten zusammen mit dem Killer, der zwischenzeitlich Schönheitsoperationen durchführen ließ und dessen Äußeres nun zur Zufriedenheit der Damen erscheint.

## Kritik
„Drei der vier erfolgreichsten niederländischen Filme der letzten 20 Jahre gehen auf das Konto von Regisseur Dick Maas. Kein Wunder, Maas ist schließlich auch verantwortlich für die gesamte Flodder-Reihe um Eine Familie zum Knutschen. Auch bei Killer Babes hat Maas nicht nur Regie geführt, er hat den Film auch produziert, das Drehbuch geschrieben und die Musik komponiert. Rausgekommen ist eine rabenschwarze Komödie, die Der Club der Teufelinnen aussehen lässt wie einen Häkelverein.“

„Ganz in der Tradition seiner köstlichen und ungemein erfolgreichen Komödie ‘Eine Familie zum Knutschen’ inszenierte […] Dick Maas diesen schwarzhumorigen Spaß nach eigenem Drehbuch. Die Story erinnert zwar an Werke wie die Geschlechterkrieg-Komödie ‘Der Club der Teufelinnen’ von Hugh Wilson und dürfte nicht jedermanns Geschmack sein, doch die mitunter deftigen Dialoge, die gefühllosen High-Society-Schnepfen, gekonnt durch das Spiel der drei schrillen, hierzulande kaum bekannten Hauptdarstellerinnen getragen, eine Menge schräger Ideen und die vielen bitterbösen Sprüche bergen enormen Unterhaltungswert. Zudem ist das Ganze von Kameramann Guido Van Gennep hervorragend eingefangen.“

„Ein Film, der nicht hätte geschmackloser sein können. Von Niveau ganz zu schweigen. Die Hauptdarstellerinnen führen sich auf wie Barbiepuppen. […] Der Film spiegelt lauter Vorurteile gegenüber der High-Society mit Schönheitschirurgen, Äußerlichkeiten, Jugendwahn vor. […] Alles in Allem hat der Film nichts Tiefgründiges. Er bewegt sich vielmehr auf der Wasseroberfläche, wenn nicht gar darüber. Man sollte nicht meinen, dass der Film von Flodder-Regisseur Dick Maas stammt.“

## Auszeichnungen
- Gouden Film (Goldener Filmpreis für 100.000 Kinobesucher) – 29. Dezember 2007
- Platina Film (Platinum Filmpreis für 400.000 Kinobesucher) – 14. Februar 2008

## Hintergrund
Nach einer Drehpause von sechs Jahren war dieser Film die erste Produktion von Dick Maas. Zugleich ist es nach zwölf Jahren der erste Film nach „Flodder Forever“, den Dick Maas wieder in niederländischer Sprache produzierte.
Ursprünglich hätte der Filmtitel „The Botox method“ (niederländisch: „De Botox methode“), lauten sollen. Da Botox jedoch ein eingetragener Markenname ist, musste der Filmtitel aus juristischen Gründen verworfen werden.
Das Budget der Produktion belief sich auf 3.000.000 €.
Am 28. Mai 2009 wurde die niederländische DVD-Fassung, freigegeben ab 12 Jahren, veröffentlicht, die neben dem in neun Kapitel gegliederten Hauptfilm noch vier weitere Extras enthält. Dazu gehören ein Making-of, einige Outtakes, ein Videoclip der Band Di-rect sowie der Trailer des Films. Die am selben Tag erschienene Blu-Ray-Fassung, die ebenfalls ab 12 Jahren freigegeben ist, enthält neben den vier Extras der DVD noch zwei weitere Extras. Dies sind neun visuelle Effekte sowie neun Backstagebeiträge, darunter gelöschte Szenen.